# Mutambu
Mutambu är en kommun i Burundi. Den ligger i provinsen Bujumbura Rural, i den västra delen av landet, 18 km söder om Burundis största stad Bujumbura.